# Zois-Glockenblume
Die Zois-Glockenblume (Campanula zoysii Wulfen, Syn.: Favratia zoysii (Wulfen) Feer) ist eine Pflanzenart der Gattung Glockenblumen (Campanula). Sie ist nach Carl Zois von Edelstein, dem Bruder von Sigmund Zois von Edelstein, benannt.

## Merkmale

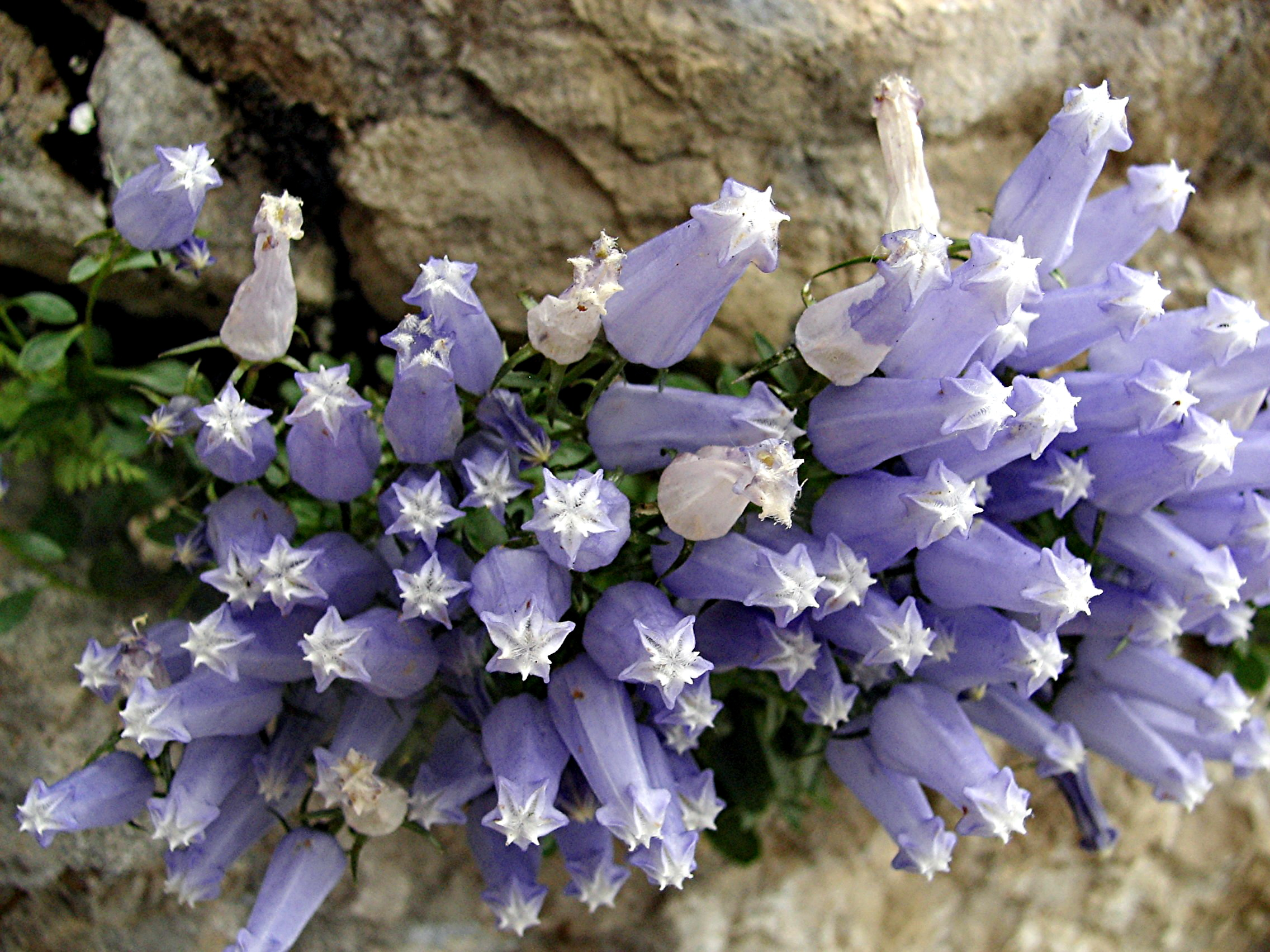
Zois-Glockenblume im Fels. Die Kronzipfel bilden vorn einen Stern.

Die Zois-Glockenblume ist eine ausdauernde Pflanze, die Wuchshöhen von 2 bis 10 Zentimeter erreicht. Die kahle, zierliche Pflanze wächst in kleinen Rasen oder Polstern. Der Stängel ist einfach und aufsteigend. Die Blätter sind ganzrandig. Die Grundblätter sind gestielt und oval bis rundlich. Die Stängelblätter sind fast sitzend und lanzettlich bis linealisch. Die Blüten sind gestielt, meist nickend und einzeln oder zu einer wenigblütigen Traube angeordnet. Die Krone ist 15 bis 20 Millimeter lang, hell-blauviolett und krugförmig. Am Grund ist sie bauchig, nach oben hin ist sie zusammengezogen und durch ihre gefalteten Kronzipfel verschlossen und bilden einen Stern. Sie sind innen dicht weißhaarig. Die Kelchzipfel stehen grannenartig ab.
Die Blütezeit reicht von Juli bis August.

## Vorkommen
Die Zois-Glockenblume ist in den Südostalpen im Bereich der Julischen Alpen, Karawanken und Steiner Alpen endemisch. Sie hät Vorkommen in Kärnten, Slowenien und Italien. Sie wächst auf Kalkfels und -schutt in der subalpinen bis alpinen Stufe in Höhenlagen von 1500 bis 2300 Meter, wird manchmal aber auch in tiefere Lagen herabgeschwemmt. Die Art ist nicht häufig. Sie ist durch die Anhänge II und IV der FFH-Richtlinie geschützt.

## Taxonomie
Die Zois-Glockenblume wurde 1789 durch Franz Xaver von Wulfen in Nikolaus Joseph von Jacquin: Collectanea ad botanicam, chemiam, .... Band 1 Seite 122 als Campanula zoysii erstbeschrieben. Ein Synonym ist Favratia zoysii (Wulfen) Feer.